# 雙面畸胎

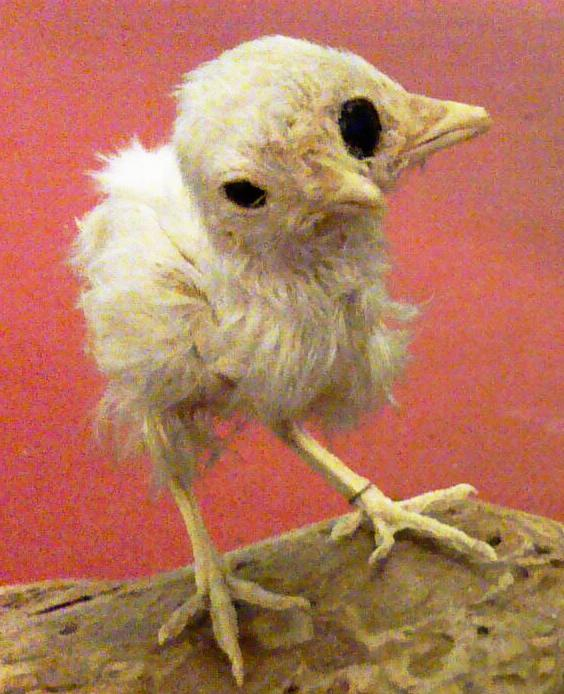
具有雙喙三眼的一隻畸形雛雞。

雙面畸胎（Diprosopus） ，是一種極為罕見的先天畸形症。擁有此症狀的個體僅擁有一顆頭，但臉部卻有不同程度的異常增生，進而導致其外觀上擁有多具臉部器官。

## 成因
雖然這種症狀大多會被歸類在連體畸形的範圍內（僅外觀上是如此），但其成因通常不是兩個胚胎間的融合/分裂失敗所導致的，而是源於SHH蛋白的異常活動。
SHH蛋白以及其對應的基因負責「施令」形成胎兒的臉部特徵，當它「施令」得越久，臉部形成的部分就越多（通常以鼻樑為對稱軸，向左右兩側均勻生長）。
一旦SHH蛋白未能在正確的時間即時收尾，臉部的生長便會持續進行，進而導致該個體長出額外的臉部器官（眼、鼻、口等）。